# NGC 4465
NGC 4465 في الفهرس العام الجديد هي مجرة تقع في كوكبة العذراء، اكتُشِفت في 31 مارس 1886.

## روابط خارجية
- NGC 4465 على موقع ويكي سكاي: DSS2, SDSS, GALEX, IRAS, Hydrogen α, X-Ray, Astrophoto, Sky Map, Articles and images